# کاباناس دل کاستیلو
کاباناس دل کاستیلو (به اسپانیایی: Cabañas del Castillo) یک منطقهٔ مسکونی در اسپانیا است که در استان کاسرس واقع شده‌است. کاباناس دل کاستیلو ۱۰۵ کیلومتر مربع مساحت دارد.